# Supermarine Spiteful
El Supermarine Spiteful fue un avión de caza británico diseñado por Supermarine durante la Segunda Guerra Mundial como sucesor del Spitfire. Propulsado por un motor Rolls-Royce Griffon, tenía un diseño de ala radicalmente nuevo para permitir operaciones seguras a mayores velocidades e incorporaba un tren de aterrizaje retráctil hacia dentro. Otros cambios incluyeron un empenaje más grande para mejorar la estabilidad marginal de los Spitfire con Griffon. El desarrollo del ala se formalizó con la Especificación F.1/43 del Ministerio del Aire; además de ser un nuevo avión, existía la expectativa de que el ala pudiera usarse como reemplazo del ala elíptica en la producción del Spitfire.
El Spiteful estaba listo para la producción cuando la guerra estaba terminando, pero en las pruebas había mostrado sólo mejoras marginales sobre los modelos existentes y ya estaba siendo superado por diseños con propulsión a reacción. Del pedido original de 150 Spiteful, sólo se construyeron 19 ejemplares. La Marina Real optó por una variante navalizada del Spiteful, el Supermarine Seafang, pero pocos de ellos fueron construidos. El ala desarrollada para el Spiteful se utilizó en el reactor Supermarine Attacker.

## Diseño y desarrollo

### Antecedentes
En 1942, para mejorar las características de alabeo del Supermarine Spitfire, el Ministerio del Aire británico pidió a Supermarine que diseñara una nueva ala para el avión e incorporara una sección de ala de flujo laminar en el nuevo diseño. En noviembre de ese año, el diseñador jefe de la compañía, Joseph Smith, estaba trabajando en la nueva ala. Al equipo de diseño de Supermarine le quedó claro que el rendimiento del Spitfire a velocidades superiores a los 770 km/h se veía comprometido por la aeroelasticidad de su ala elíptica. El diseño elíptico original de R.J. Mitchell había sido reforzado y modificado regularmente durante la guerra para hacer frente a los aumentos de potencia del motor, pero si el Spitfire quería volar aún más alto y más rápido, se necesitaría un diseño de ala radicalmente nuevo. El diseño se llevó a cabo en colaboración con el Laboratorio Nacional de Física de Teddington.
En septiembre de 1942, Supermarine utilizó la Especificación N.º 469, que describía los primeros pasos hacia el diseño del Type 371, más tarde llamado Spiteful. La especificación N.º 470 fue emitida por Supermarine el 30 de noviembre,

Se ha diseñado una nueva ala para el Spitfire con los siguientes objetivos: 1) Aumentar al máximo la velocidad crítica a la que la resistencia aumenta considerablemente debido a la compresibilidad. 2) Obtener un régimen de alabeo superior a la de cualquier caza existente. 3) Reducir la resistencia del perfil alar y, por lo tanto, mejorar el rendimiento. El área alar se redujo de 22,5 m² a 20 m², y se utilizó una relación espesor/cuerda del 13 % en el ala interior, donde se almacena el equipo. En la parte exterior, el ala se estrecha hasta un 8 % de espesor/cuerda en la punta.

La Especificación 470 describía cómo los revestimientos de las alas debían ser relativamente gruesos, lo que favorecía la rigidez rotacional, necesaria para un buen control de los alerones a altas velocidades. Aunque el prototipo debía tener un diedro de 3°, se pretendía que este valor se incrementara en los aviones posteriores. Para mejorar el manejo en tierra del avión, el tren de aterrizaje retráctil hacia afuera del Spitfire fue reemplazado por uno retráctil hacia dentro, de modo que las ruedas estaban más separadas. Esto eliminaba una debilidad en el diseño original del Spitfire que hacía que fuera comparativamente difícil aterrizar.
El Ministerio del Aire quedó impresionado con las propuestas. En febrero de 1943 se emitió la Especificación F.1/43 para un caza monoplaza con ala de flujo laminar; también se debía prever que el piloto tuviera buena visibilidad, que las alas se plegaran, para cumplir con los posibles requisitos de la Fleet Air Arm, llevar un armamento de 4× cañón de 20 mm, y que las hélices fueran contrarrotativas. La especificación F.1/43 establecía que el nuevo caza utilizaría un fuselaje basado en el de un Spitfire Mk.VIII. Se ordenaron tres aviones con hélices contrarrotativas según una especificación que era en gran parte experimental para probar el ala y una hélice contrarrotativa. Supermarine inicialmente tuvo que decidir si usar un Merlin o un Griffon; esto se modificó y los dos primeros aviones se construirían con Griffon y el tercero con un Merlin, todos con hélice contrarrotativa. La especificación también exigía que el ala se utilizara en fuselajes de Spitfire Mark VIII o Mark 21 (con motores Merlin y Griffon respectivamente) con la expectativa de que se utilizara en las líneas de producción a partir de finales de 1944. Sin embargo, los cambios en el espaciado del larguero del ala significaron que el ala no sería un reemplazo directo. Internamente, Supermarine identificó el ala como Type 371, lo que, por extensión, se utilizó para referirse al diseño de la aeronave en su conjunto.

### Pruebas de prototipos
La nueva ala fue instalada en un Spitfire XIV modificado (matrícula NN660), cuya especificación había sido enmendada por el Ministerio del Aire de su instrucción original para que se utilizara un fuselaje de Mk VIII. Se eligió el Mk XIV para que la nueva ala pudiera compararse directamente con el ala elíptica anterior. Estaba previsto que el avión volara por primera vez el 15 de marzo de 1944, pero los retrasos en la construcción de la nueva ala hicieron que el avión no pudiera entregarse a tiempo.
El NN660 fue volado por primera vez por el piloto de pruebas jefe de Supermarine, Jeffrey Quill, desde el sitio de desarrollo de vuelo de Vickers en RAF High Post, Wiltshire, el 30 de junio de 1944. Aunque el rendimiento de velocidad del nuevo Spitfire era cómodamente superior al de un Spitfire XIV sin modificar, el ala mostraba problemas en pérdida que, aunque aceptables, no estaban a la altura de los altos estándares del ala elíptica anterior del Spitfire. El NN660 se estrelló el 13 de septiembre de 1944 durante un simulacro de combate improvisado a baja altitud contra un Spitfire XIV estándar. El piloto de pruebas Frank Furlong resultó muerto. No se pudo establecer ninguna causa de la pérdida, aunque en el informe posterior del accidente se discutió la posibilidad de que las barras de control de los alerones se hubieran agarrotado o desconectado momentáneamente durante el vuelo. Quill tuvo un problema similar un día cuando los alerones se atascaron durante "un viraje de alta gravedad" en el NN664, pero tenía la altitud para recuperarse. Los controles fueron rediseñados posteriormente, lo que provocó que el primer vuelo del segundo prototipo (NN664) se retrasara. En diciembre, el Ministerio criticó a Supermarine por el lento progreso del avión. Las pruebas de vuelo mostraron que el rendimiento era mejor que el del Spitfire equivalente, pero no tan bueno como se esperaba, y cualquier cosa (incluidas salpicaduras de barro o insectos muertos) en el ala rompía el flujo laminar y reducía la velocidad.
El fuselaje del Spitfire fue rediseñado para mejorar la línea de visión del piloto para los disparos de deflexión y para utilizar un empenaje y un timón más grandes para eliminar la inestabilidad direccional. La inestabilidad había surgido tras la introducción del más potente motor Griffon y se vio exacerbada por la introducción de las hélices Rotol de cuatro y cinco palas. Al mismo tiempo, Supermarine diseñó la estructura del avión para que pudiera soportar motores Griffon o Merlin. El diseño actualizado incorporó el nuevo fuselaje pero no el timón/empenaje agrandados. El NN664 voló por primera vez el 8 de enero de 1945, todavía sin pintar. Las modificaciones posteriores utilizadas para intentar resolver los fallos encontrados durante los vuelos de pruebas incluyeron alterar la sección del ala y agrandar el empenaje, el timón, el plano de cola y los elevadores. La cola agrandada mejoró el manejo pero provocó una caída adicional en la velocidad máxima.
Se descubrió que el Spiteful era más rápido que el Spitfire, pero el aumento de velocidad no fue tan grande como se esperaba. El Spiteful tenía efectos de compresibilidad más adversos y características de pérdida de sustentación más pobres que su predecesor.

### Nombre
Ya en 1943 se discutía el nombre oficial que adoptaría cualquier nuevo tipo de avión que surgiera del Spitfire. "Victor" fue una opción que se discutió en el Consejo Aéreo (el órgano rector de la RAF), pero se consideró que este nombre tenía un aire de exceso de confianza y carecía de cualquier sugerencia de velocidad o agresión. La introducción de un nuevo diseño para reemplazar el ala elíptica original del Spitfire, que databa de la década de 1930, provocó nuevas discusiones. Se plantearon objeciones contra el uso del nombre Spitfire para un modelo que difería sustancialmente del diseño original de Mitchell, aunque los que usaban el Spitfire (desde los pilotos hasta el Mando de Cazas del AOC) estaban en contra de cualquier cambio. La opinión del Miembro Aéreo para Abastecimiento y Organización fue que: "...no hay razón para dar el nombre Spitfire a lo que era un avión diferente y no otro Spitfire. El nuevo avión tenía pocas similitudes con el Spitfire, y la continuidad de este último nombre sería una molestia desde el punto de vista del abastecimiento".
En octubre de 1943, el Consejo Aéreo fue informado de que el primer ministro británico, Winston Churchill, estaba "interesado en la elección del nombre" y quería discutirlo con el Secretario de Estado. Sir Charles Portal, jefe del Estado Mayor del Aire, creía que el nombre Valiant era mucho mejor que Victor. En noviembre, con la necesidad de resolver el asunto, el Consejo decidió que el Spitfire XXI se llamaría Valiant, siempre que el Almirantazgo estuviera de acuerdo. Sin embargo, Supermarine se opuso al nombre Valiant y quería uno que comenzara con la letra S. Portal sugirió Spiteful, que fue aceptado sin discusión en una reunión en marzo de 1944.

### Producción
El Spiteful se ordenó producir como Spiteful F.XIV, cuyos números fueron transferidos desde el Spitfire Mk.XIV original. Se eligió esta numeración para permitir las variantes con motor Merlin, aunque finalmente no se construyó ninguna. En total se encargaron 650 aviones a Supermarine. El número de aviones contratados se redujo inicialmente en 260; una segunda cancelación dejó en 80 máquinas la fabricación. La tercera y última cancelación redujo el tamaño del contrato a 22 aviones. El primer avión de producción, el RB515, voló durante 15 minutos el 2 de abril de 1945. Una semana más tarde, sufrió daños cuando Quill tuvo que realizar un aterrizaje forzoso en RAF Boscombe Down, pero fue reparado y volvió a volar.
Con la llegada de la propulsión a reacción, el pedido se canceló en mayo de 1945, unos días antes del final de la guerra en Europa, y sólo se construyeron un puñado de Spiteful. Supermarine recibió un encargo de reemplazo de 150 Seafang. Algunos Spiteful fueron puestos a disposición de la RAF para su evaluación, pero no entraron en servicio de escuadrón. El NN664 fue entregado para realizar pruebas oficiales en Boscombe Down en junio de 1945, seguido por el NN667 entre febrero y junio del año siguiente. La evaluación resultó "por debajo del promedio" con críticas al diseño de la cabina y al tiempo para reabastecerse y rearmarse. En marzo de 1946, Supermarine fue informado de que la RAF sólo necesitaba al Spiteful como "avión de ataque a baja altitud" y durante el año, el RB516 fue enviado al Establecimiento Experimental de Aeroplanos y Armamento para ver si el diseño tenía valor como cazabombardero. Cuando la empresa se opuso, el proyecto del Spiteful fue finalmente abandonado. En julio de 1948, 13 de los Spiteful fueron vendidos como chatarra.

### Desarrollo posterior

#### "Jet Spiteful"
A finales de 1943 o principios de 1944, Smith propuso que la compañía desarrollara un caza a reacción simple basado en el ala del Spiteful, y el nuevo motor a reacción que estaba desarrollando Rolls-Royce. La propuesta del Type 392 de Smith fue aceptada, ya que el ala se consideró adecuada para aviones a reacción, y el Ministerio del Aire emitió la Especificación E.10/44 para un avión experimental que inicialmente se denominó "Jet Spiteful" (y "Jet Seafang" para una versión navalizada) con un contrato para tres prototipos. En julio se firmó un contrato para 6 aviones E.10/44 y 18 E.1/45 (la especificación para la versión naval). El prototipo Supermarine Type 392 (TS409), voló por primera vez el 27 de julio de 1946. El E.10/44 no fue pedido por la Real Fuerza Aérea (RAF) debido a que su rendimiento no era mucho mejor que el del Gloster Meteor y el del De Havilland Vampire.
El Almirantazgo expresó su interés en el avión para su uso como caza naval y emitió la especificación E.1/45 al respecto. El avión, llamado Supermarine Attacker, fue el primer avión a reacción de la Marina Real. Tuvo una corta carrera en la Marina Real durante la década de 1950 y sirvió en la Fuerza Aérea de Pakistán hasta 1964.

#### Supermarine Seafang
A mediados de la década de 1940 hubo cierta incertidumbre sobre si los aviones a reacción podrían operar desde los portaaviones de la Marina Real británica, por lo que se decidió desarrollar una versión naval del Spiteful, según la especificación N.5/45, posteriormente llamada Seafang. El prototipo inicial fue un Spiteful XV (RB520) convertido con un gancho de detención instalado. El primer prototipo completo del Seafang fue el VB895. A estos le siguieron 10 Seafang F Mk.31, dos de los cuales fueron calificados como prototipos adicionales (VG471 y VG474). La versión final totalmente navalizada F Mk.32 se diferenciaba en que tenía puntas de ala plegables, un gancho de detención tipo "aguijón" y dos hélices contrarrotativas de tres palas. Sin embargo, sólo se sabe que se hubieran completado los dos prototipos (VB893 y VB895). Con la introducción del Supermarine Attacker a partir de agosto de 1951, la necesidad del Seafang desapareció. El diseño de ala de flujo laminar de Smith se utilizó para el Supermarine Type 391, una variante del avión.

## Variantes
Se definieron tres variantes del modelo. De los aviones producidos, aquellos con el motor Griffon 69 y una hélice Rotol de cinco palas recibieron la designación F Mk.14. Las otras dos variantes, F Mk.15 y F Mk.16, se diferenciaban únicamente en la variante de motor utilizada o en el número de palas de la hélice:
| Variant | Engine                                                                | Weight              | Maximum speed                                             | Notes |
| ------- | --------------------------------------------------------------------- | ------------------- | --------------------------------------------------------- | --- |
| F Mk.14 | Griffon 69 con Rotol de cinco palas y toma corta 1771 kW (2375 hp)    | 4510 kg             | 777 km/h a 6400 m (21 000 pies)                           | 19 construidos (dos prototipos y 17 de producción: RB515-RB525, RB527-RB531, RB535). |
| F Mk.15 | Griffon 85 con hélice contrarrotativa de seis palas 1750 kW (2350 hp) | 4600 kg             | 766 km/h                                                  | 1 construido: RB520, que fue equipado con un gancho como prototipo interino del Seafang a principios de 1945. |
| F Mk.16 | Griffon 101 1800 kW (2420 hp)                                         | 4510 kg al despegue | 795 km/h a 8700 m (28 500 pies); 657 km/h a nivel del mar | Conversión del RB518, que fue utilizado para el desarrollo de hélices con un motor Griffon 101 y sobrealimentador de dos etapas y tres velocidades en 1948 y más tarde designado como F Mk.16. Sus 795 km/h (a 27 500 pies) fueron un récord británico para aviones de motor de pistón. |

## Especificaciones (Spiteful XIV)
Referencia datos: Supermarine Aircraft since 1914 

### Características generales
- Tripulación: Uno (piloto)
- Longitud: 10 m (32,9 ft)
- Envergadura: 11 m (36,1 ft)
- Altura: 4,1 m (13,4 ft)
- Superficie alar: 20 m² (215,3 ft²)
- Perfil alar: raíz: Supermarine 371-I; punta: Supermarine 371-II
- Peso vacío: 3334 kg (7348,1 lb)
- Peso cargado: 4513 kg (9946,7 lb)
- Planta motriz: 1× motor lineal V12 refrigerado por líquido Rolls-Royce Griffon 69.
  - Potencia: 1771 kW (2442 HP; 2408 CV)
- Hélices: De 5 palas de velocidad constante

### Rendimiento
- Velocidad máxima operativa (Vno): 777 km/h (483 MPH; 420 kt) a 6400 m (21 000 pies)
- Velocidad crucero (Vc): 390 km/h (242 MPH; 211 kt) a 410 km/h
- Alcance: 908 km (490 nmi; 564 mi)
- Techo de vuelo: 13 000 m (42 651 ft)
- Régimen de ascenso: 24,8 m/s (4882 ft/min) a 610 m (2000 pies)

### Armamento
- Cañones: 

  - 4x Hispano Mk.V de 20 mm con 156 dpa
- Bombas: 

  - 2 de 450 kg
- Cohetes: 

  - 8-12x RP-3 o
  - 4 de 140 kg

## Aeronaves relacionadas

### Aeronaves similares
- Messerschmitt Me 309
- North American P-51 Mustang
- Fiat G.56
- CAC CA-15
- Hawker Sea Fury
- Martin-Baker MB 5
- Yakovlev Yak-9

### Secuencias de designación
- Secuencia Numérica (interna de Supermarine): ← 368 - 369 - 370 - 371 - 372 - 373 - 374 -- 380 - 381 - 382 - 383 - 384 - 385 - 386 -- 390 - 391 - 392 - 393 - 394 - 395 - 396 →